# Boris Stiechnowski
Boris Michajłowicz Stiechnowski, ros. Борис Михайлович Стехновский (ur. 20 kwietnia?/3 maja 1904, zm. 25 grudnia 1989 w Narwie) – rosyjski duchowny prawosławny
W latach 1927–1938 posługiwał w cerkwi we wsi Krasnyje Prudy w okręgu pskowskim. Po ataku wojsk niemieckich na ZSRR 22 czerwca 1941 r., pozostał na miejscu. Od 1943 r. służył w ramach Pskowskiej Misji Prawosławnej jako protoprezbiter w cerkwi we wsi Krasnoje. Na początku sierpnia 1944 r., po wyzwoleniu przez Armię Czerwoną, został aresztowany przez NKWD. Po procesie skazano go na początku września tego roku na karę 10 lat łagrów. Pod koniec sierpnia 1952 r. wyszedł na wolność. Od końca lipca 1953 r. posługiwał w cerkwi św. Mikołaja Cudotwórcy w Nowej Ładodze, zaś od końca kwietnia 1958 r. w cerkwi Tichwińskiej Ikony Matki Bożej w Tichwinie. Pod koniec sierpnia 1964 r. jako protoprezbiter został proboszczem w cerkwi św. Mikołaja we wsi Ilieszi.